# Manduca lichenea
Manduca lichenea là một loài bướm đêm thuộc họ Sphingidae. Loài này có ở đông nam Brasil.
Sải cánh khoảng 94 mm.

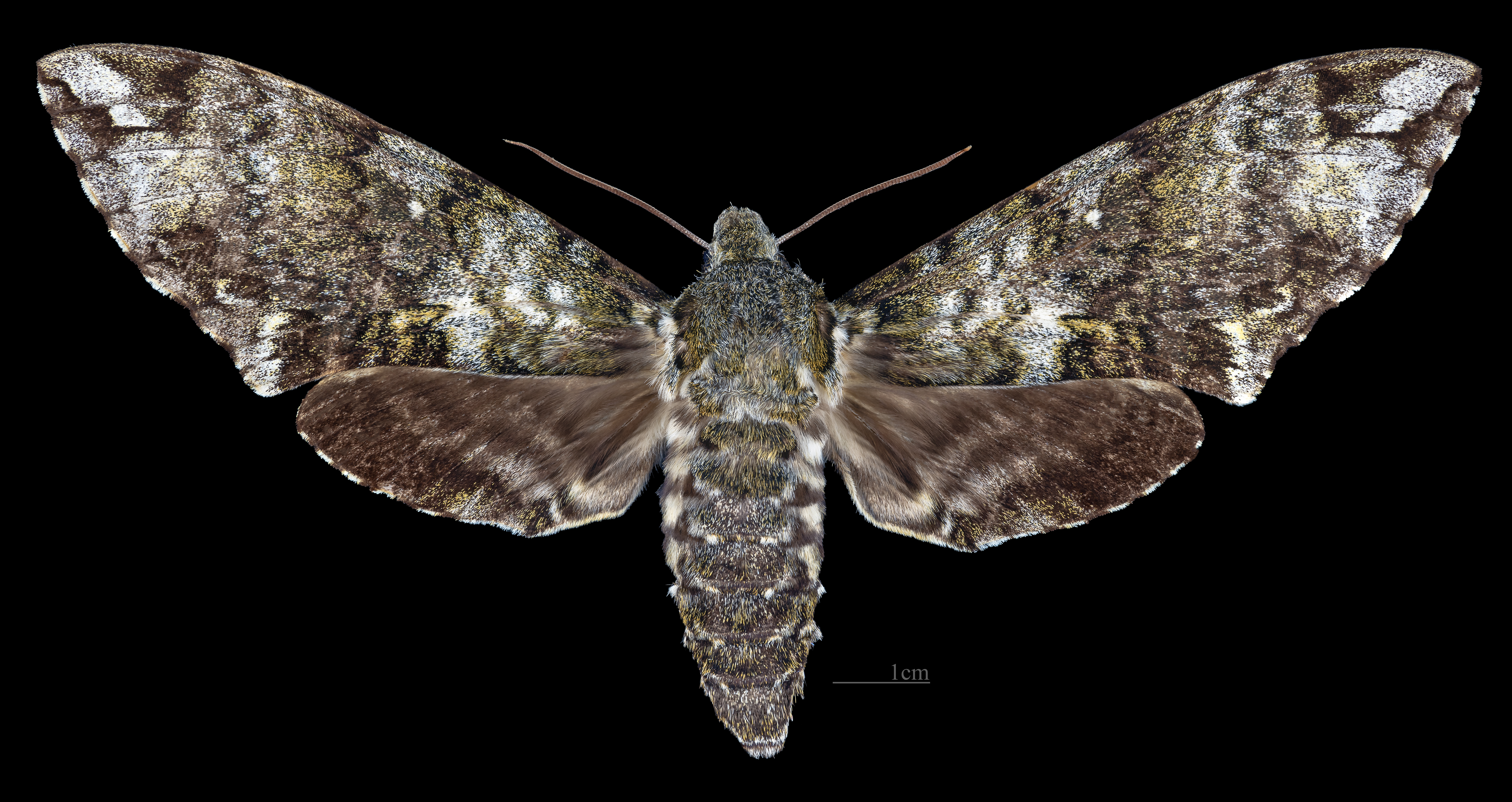
Manduca lichenea  ♀
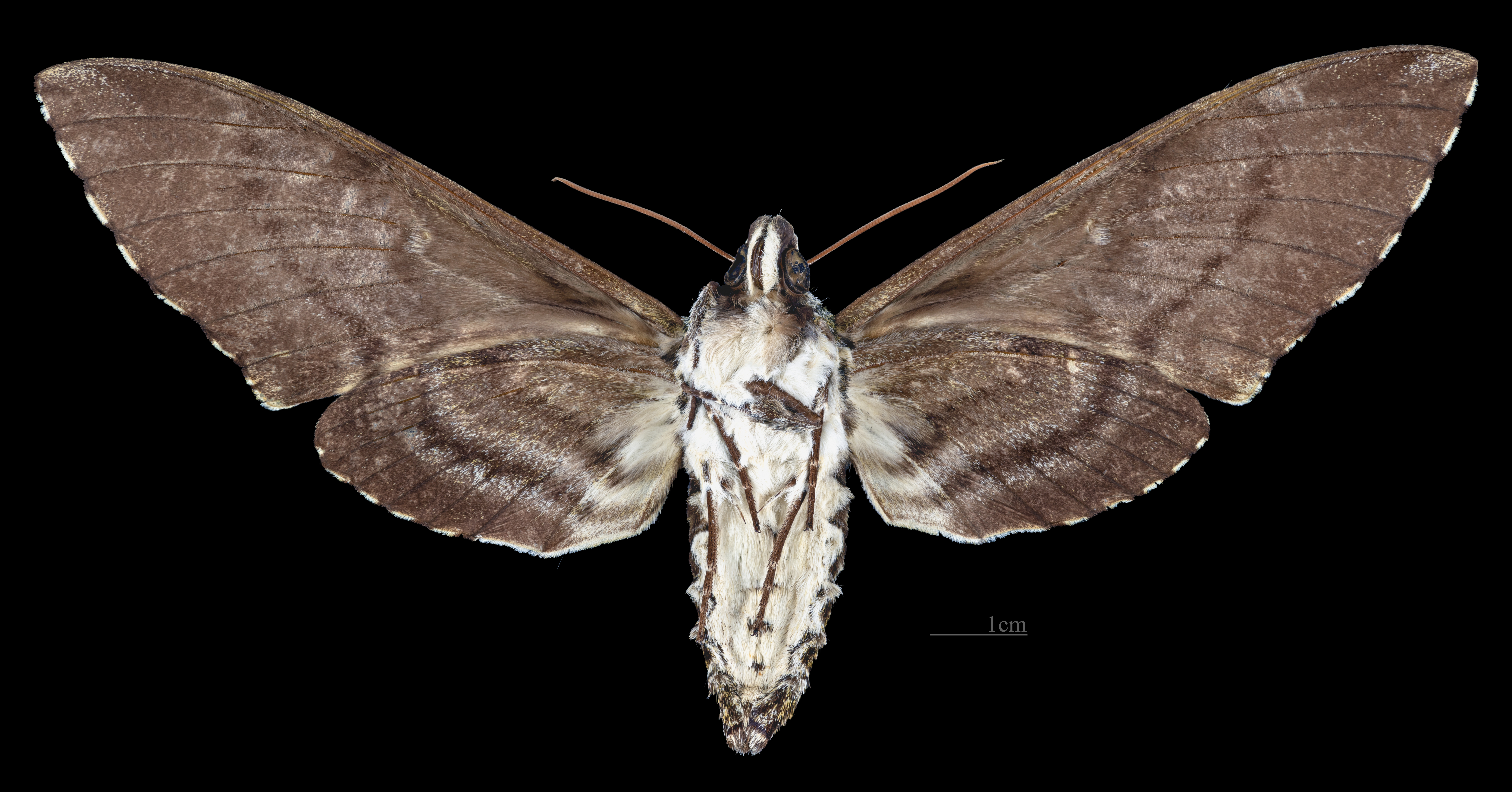
Manduca lichenea  ♀ △